# Seznam južnoafriških polkov
Seznam južnoafriških polkov.

## Seznam
- 1. tankovski polk (JAR)
- 1. polk oklepnih avtomobilov (JAR)
- 1. protiletalski polk (JAR)
- 7. obveščevalni polk (JAR)
- 1. konstrukcijski polk (JAR)
- 1. artilerijski polk (JAR)